# Cicadulina gerhardi
Cicadulina gerhardi är en insektsart som beskrevs av Van Rensburg 1983. Cicadulina gerhardi ingår i släktet Cicadulina och familjen dvärgstritar. Inga underarter finns listade i Catalogue of Life.